# Serge Quadruppani
Serge Quadruppani (La Crau, 6 gennaio 1952) è uno scrittore francese.
Attivista e militante della sinistra libertaria, traduttore, giornalista ed editor letterario ma, soprattutto, autore di numerosi romanzi noir e polizieschi. Scrive sulla rivista Le Monde diplomatique e sul settimanale di fumetti e satira Siné Hebdo.

## Biografia
Serge Quadruppani è anche traduttore (lo statunitense Stephen King e gli italiani Andrea Camilleri, Francesco De Filippo, Marcello Fois, Valerio Evangelisti, Giancarlo De Cataldo, Massimo Carlotto, Wu Ming, che pubblica anche nella collana che cura presso le Editions Métailié (Paris). Come editore ha animato il giornale di estrema sinistra Mordicus. Autore impegnato, denuncia spesso nelle sue opere la repressione poliziesca, gli stalinisti e ciò che avverte come eccessi nella lotta al terrorismo. Ha redatto due libri come giornalista-saggista: uno nel 1986, su Roger Knobelspiess e l'altro, nel 1989, sull'anti-terrorismo in Francia.
Insieme a Jean Bernard Pouy e Patrick Raynal, è uno dei fondatori della collana di romanzi Le Poulpe, pubblicati presso le Editions Baleine.
È stato pubblicato da diversi editori, ma principalmente nella collana Série noire di Gallimard. Ha diretto la sezione Italies, oggi scomparsa, nelle éditions Anne-Marie Métailié e resta tuttora responsabile del settore italiano presso lo stesso editore. Si è messo inoltre in evidenza nel prendere le difese dei terroristi italiani rifugiati in Francia.
Tra il 1988 e il 1996, ha collaborato, prima regolarmente poi occasionalmente, con la rivista La Quinzaine littéraire. Dal 1998, per due anni, ha pubblicato cronache e racconti sul quotidiano genovese, Il Secolo XIX.
Dal 1999, si è dedicato sempre di più al lavoro di traduttore, contribuendo alla diffusione degli autori italiani in Francia, tra gli altri: Valerio Evangelisti, Sandrone Dazieri, Massimo Carlotto, Wu Ming, Marcello Fois, Giuseppe Montesano e Eraldo Baldini.
Per Fleuve noir ha diretto le antologie Portes d'Italie (diciotto racconti di autori italiani) nel 2001 e Bleu, blanc, sang (venticinque racconti di autori francesi) nel 2002.

## L'attività politica
Serge Quadruppani è stato al centro di una polemica per le sue prese di posizione (a detta dei suoi detrattori ambigue) nei confronti del negazionismo. Il “caso” venne sollevato per iniziativa del suo collega scrittore - e fino ad allora amico - Didier Daeninckx, in seguito alla proposta di Serge Quadruppani di inserire nella collana antifascista Le Poulpe il romanzo di un autore « anti-anti-fascista », Gilles Dauvé.
Negli anni settanta, allo stesso modo di Noam Chomsky negli Stati Uniti, Serge Quadruppani ha preso posizione per la libertà di espressione dei negazionisti, soprattutto denunciando le minacce per l'incolumità di Robert Faurisson: ha affermato queste posizioni in alcuni articoli apparsi sulla rivista La Banquise. Ciò ha scatenato, molti anni dopo, negli anni novanta, una polemica con il romanziere Didier Daeninckx che lo ha denunciato come rappresentante del negazionismo di una minoranza uscita dall'ultrasinistra. Serge Quadruppani ha sempre contestato queste definizioni e denunciato le pressioni, esercitate da Didier Daeninckx, per estrometterlo dalla scena pubblica.
La rivista La Banquise pubblicata nel 1983, conteneva delle dichiarazioni ambigue sul negazionismo ma già vi si dichiarava Faurisson « indifendibile » a causa delle sue « argomentazioni antisemite».
In seguito, Serge Quadruppani ha cercato più volte di eliminare ogni ambiguità. Redattore principale di un testo diffuso nel 1993 nelle riviste degli ambienti dell'ultrasinistra e libertari, firmato da numerosi rappresentanti di questi ambienti, invitava a negare qualsiasi indulgenza nei confronti dei negazionisti e a considerarli come dei "nemici". Anche Pierre Vidal-Naquet gli ha dato sostegno, in particolare in un testo del 1997, cofirmato da un gran numero di autori, riabilitandolo dall'accusa di negazionismo.
Ancora nel 1996, nel Libertaires et ultra-gauche contre le négationnisme, per le edizioni antifasciste Reflex, ritorna sul testo del 1983 con un contributo chiaramente antinegazionista, così come in un testo nel numero del novembre 2005 di No Pasaran, organo della rete antifascista dallo stesso nome.
Ma alcuni, come Didier Daeninckx, restano convinti che questo non valga per il passato e non perdono occasione per riaccendere la polemica.
Si è schierato con altri francesi nel prendere le difese dei militanti italiani delle organizzazioni armate rifugiati in Francia, protetti fino ad allora dalla cosiddetta “dottrina Mitterrand”.
Nel luglio 2006, pubblica su Libération una «Lettera aperta a Zinedine Zidane», in seguito alla sua esclusione dalla Coppa del mondo di calcio, e all'accoglienza accordata dallo stesso Chirac alla Nazionale francese, in cui chiede l'amnistia per i ragazzi della Banlieue che hanno presso parte alle sommosse del 2005.
Nel 2008 denuncia l'atteggiamento della stampa e del potere politico francese riguardo all'”affaire Tarnac”, un'azione di sabotaggio senza vittime sulle linee ferroviarie francesi, che ha condotto in carcere numerosi giovani tra cui Julien Coupat,  liberato quasi un anno dopo per mancanza di prove.
Sempre nel febbraio 2008 firma un «Appello per la liberazione  dei prigionieri d'Action directe».
Nell'agosto 2009 partecipa ai funerali dello scrittore Thierry Jonquet insieme a una folla di amici, editori e scrittori) in cui rende omaggio a uno scrittore particolarmente impegnato contro l'antisemitismo.

## Opere

### Trilogia
- Y, edizioni Anne-Marie Métailié, 1991.
- Rue de la Cloche, edizioni Anne-Marie Métailié, 1992.
- La Forcenée, edizioni Anne-Marie Métailié, 1993.

### Nelle edizioni Anne-Marie Métailié
- Les Alpes de la Lune (littérature « générale »), con Maruzza Loria, marzo 2000.
- Le Plagiat sotto lo pseudonimo di Andrea Gandolfo, 2001.
- Corps défendant, 2001.
- La nuit de la dinde, 2003, premio Roman du Var 2003 e premio Interlycées professionnels de Nantes 2004.
- Vénénome (littérature « générale »), gennaio 2005.
- Au fond de l'œil du chat (roman noir), ottobre 2006.
- Yasmina, sept récits et cinquante recettes de Sicile aux saveurs d'Arabie, ottobre 2009

### Altri editori
- Tir à vue, Série noire, 1993.
- Comment je me suis noyé, Série noire, 1995.
- Tonton tué, Souris Noire/Syros, 1996.
- Je pense doc je nuis, Fleuve noir, 1997.
- Le sourire contenu, Fleuve noir, 1998.
- Je te dirai tout (romanzo erotico), éditions Blanche, 1998.
- Colchiques dans les prés, Babel Noire/Actes Sud, 2000.
- Yasmina, sept récits et cinquante recettes de Sicile aux saveurs d'Arabie, éditions Noésis, gennaio 2003.
- Il y a quelqu'un dans la maison (romanzo giallo per ragazzi), éditions Souris Noire/Syros, marzo 2005.
- Nausicaa Forever (science-fiction), éditions Le Rocher, aprile 2005.
- J'ai jeté mon portable (roman noir pour ados et autres), Rat Noir/Syros, ottobre 2007.

### Collaborazioni e altro
- Le Chouan de Saint-Domingue con B. Gilles, Presses de la Renaissance, 1979.
- Des permanents de parti politique, Métailié, 1979.
- La Malandrine avec B. Gilles, 1980.
- Les Infortunes de la vérité, Orban, 1981.
- Catalogue du prêt-à-penser français depuis 1968, Balland, 1983.
- Un coupable idéal, Roger Knobelspiess, Maurice Nadeau, 1986.
- L'antiterrorisme en France, La Découverte, 1989.

### Edizioni italiane
- L'assassina di Belleville, introduzione di Andrea Camilleri, traduzione di Pier Paolo Rinaldi, Mondadori 2001 (La Forcenée, 1993).
- La breve estate dei colchici, traduzione di Maruzza Loria, Mondadori 2003 (Colchiques dans les prés, 2000).
- La notte di Babbo Natale, traduzione di Maruzza Loria, Mondadori 2004 (La nuit de la dinde, 2003).
- Alla tavola di Yasmina: sette storie e cinquanta ricette di Sicilia al profumo d'Arabia, con Maruzza Loria, introduzione di Andrea Camilleri, Mondadori 2004 (Yasmina, sept récits et cinquante recettes de Sicile aux saveurs d'Arabie, 2000).
- In fondo agli occhi del gatto, traduzione di Maruzza Loria, Marsilio 2005 (Au fond de l'œil du chat, 2000).
- Y, traduzione di Maruzza Loria, Marsilio 2008 (Y, 1991).
- C'è qualcuno in casa, (giallo per ragazzi), traduzione di Maruzza Loria,  Salani 2009 (Il y a quelqu'un dans la maison, 2005)
- Rue de la Cloche, traduzione di Maruzza Loria, Marsilio 2009 (Rue de la Cloche, 2009)
- Le furiose, traduzione di Maruzza Loria, DeriveApprodi 2010 (Les Furieuses, romanzo a puntate illustrato da Jean-Christophe Lie, in Francia pubblicato sul settimanale Siné Hebdo da settembre 2008 a febbraio 2009)